# Kanō Hōgai
Kanō Hōgai (狩野 芳崖?; Shimonoseki, 27 febbraio 1828 – Tokyo, 5 ottobre 1888) è stato un pittore giapponese attivo nel periodo Meiji, appartenente alla scuola Kanō. È stato uno degli ultimi artisti Kanō; ha condiviso l'avvio dello stile nihonga con Hashimoto Gahō ed il critico d’arte Ernest Fenollosa. Pertanto le opere artistiche di Hōgai riflettono lo stile tradizionale della scuola, e nel contempo rivelano la tensione alla sperimentazione influenzata dalle tecniche occidentali. 
Hōgai è conosciuto in particolare per i dipinti che raffigurano draghi, uccelli e figure del credo buddhista, tra cui la dea Kannon.

## Biografia
Nato in una famiglia di artisti che da generazioni era al servizio del daimyō locale, Hogai impara presto l’arte pittorica nello stile della Scuola Kanō; all’età di 18 anni viene mandato a Edo per approfondire lo studio della pittura. Rimane a Tokyo per alcuni anni facendo pratica nello studio di Kanō Shōsen'in, in parte lavorando per il proprio maestro, in parte realizzando opere per il proprio daimyō.
Lo scompenso economico successivo alla caduta dello shogunato e la soppressione del suo titolo di pittore ufficiale nel 1868, inducono Hōgai a ricercare di nuove fonti di reddito. Si dedica quindi alla decorazione di ceramiche, di oggetti in lacca e suppellettili destinati all'esportazione.
Nel 1882 conosce Ernest Fenollosa, critico d’arte americano e collezionista di opere della tradizione giapponese e soprattutto sostenitore della necessità di promuovere lo spirito e le tecniche delle arti tradizionali giapponesi attraverso la formazione degli artisti. Fenollosa apprezza l'arte di Hōgai ed acquista numerose sue pitture; lo sostiene nella rappresentazione dei temi e delle tecniche tradizionali della scuola Kano e nel contempo lo indirizza alla sperimentazione dell'uso della sfumatura e della ricerca di prospettiva e profondità nei paesaggi.

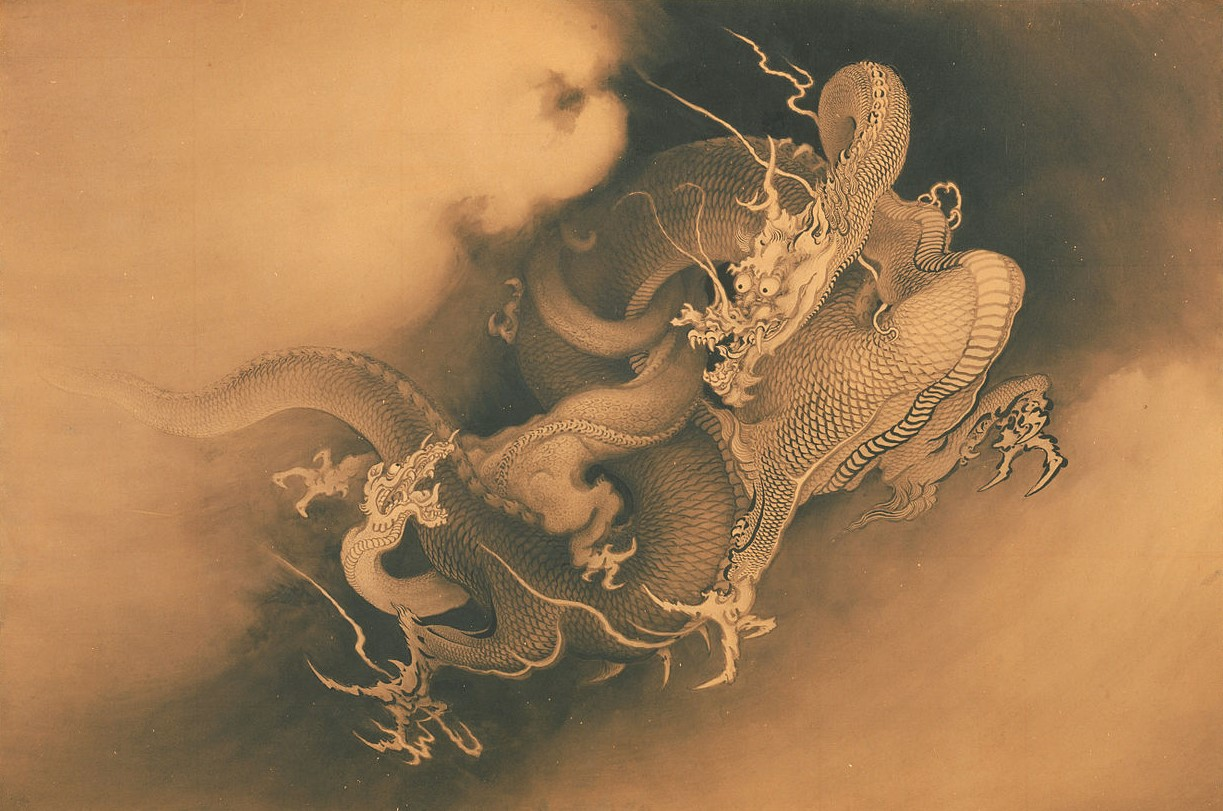
Due draghi tra le nuvole, inchiostro su carta, 1885, Philadelphia Museum of Art

Ancora su stimolo di Fenollosa nel febbraio del 1884 unitamente a Okakura Kakuzō e Hashimoto Gahō, Hōgai prende parte a Kanga Kai (観画会, Kangwakai), associazione per la diffusione dell'arte. Questa associazione viene creata allo scopo di promuovere le arti tradizionali, in particolare le arti classiche del periodo Heian e del periodo Nara, soggetti e tecniche che negli anni del rinnovamento Meiji erano a rischio di abbandono a seguito dell'interesse per le novità provenienti dall'occidente in campo artistico.
Nel 1885 espone alla seconda esposizione d'arte giapponese a Parigi, dove presenta opere di genere buddhista.

## Stile e soggetti
Le sue opere sono caratterizzate da una linea accentuata e vigorosa che impiega sia nei dipinti monocromatici ad inchiostro china sia nelle opere a colori.
Sviluppa un'ampia gamma di soggetti: dai paesaggi, ai dipinti con il classico abbinamento di fiori e uccelli; animali, temi storici, ritratti e soggetti ed episodi della religione buddista.